# Megalomus ioi
Megalomus ioi är en insektsart som beskrevs av Author?, [0000. Megalomus ioi ingår i släktet Megalomus och familjen florsländor. Inga underarter finns listade i Catalogue of Life.